# 塔亞文足球會
布賴代合作足球會（阿拉伯语：التعاون），或按发音译为塔亚文足球會，简称布賴代合作或塔亚文，是一間位於沙特阿拉伯布賴代的職業足球會，1956年成立，1960年职业化。隊名中التعاون是阿拉伯語，意思是合作。
2018年至2019年赛季是布賴代合作俱乐部历史上最成功的赛季，不仅队史首次获得亚足联冠军联赛资格，还获得了沙特国王杯冠军。俱乐部也成为盖西姆省首间国王杯冠军俱乐部。

## 著名球員
- 穆薩·巴羅（Musa Barrow，2023-）
- 吉羅托（Andrei Girotto，2023-）

## 外部連結
- 官方網站 （页面存档备份，存于）
- Al-Taawoun page at goalzz.com （页面存档备份，存于）
- Al-Taawoun page at slstat.com （页面存档备份，存于）